# NGC 4359
NGC 4359 (другие обозначения — UGC 7483, MCG 5-29-79, ZWG 158.99, KUG 1221+317, IRAS12216+3147, PGC 40330) — спиральная галактика с перемычкой (SBc) в созвездии Волос Вероники.
Галактика наблюдается в положении с ребра. Кривая вращения в центральных 15 секундах дуги выглядит хаотично, дальше она ведёт себя соответственно твердотельному вращению галактики. На эффективном радиусе галактики скорость вращения ещё повышается, дальше её проследить затруднительно.
Этот объект входит в число перечисленных в оригинальной редакции «Нового общего каталога».